# Туяш
Туя́ш (рос. Туяш, башк. Туйыш) — присілок у складі Міякинського району Башкортостану, Росія. Входить до складу Кожай-Семеновської сільської ради.
Населення — 24 особи (2010; 38 в 2002).
Національний склад:
- чуваші — 74%